# Toledo Museum of Art

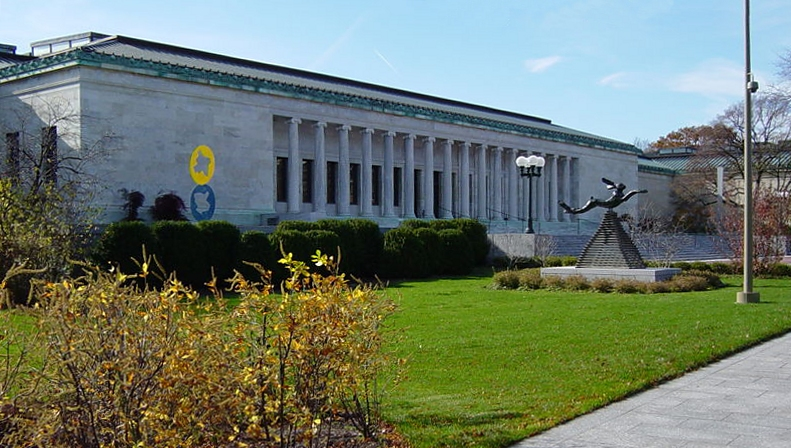
Toledo Museum of Art

Das Toledo Museum of Art ist ein Kunstmuseum in Toledo im US-Bundesstaat Ohio.

## Geschichte
Die Geschichte des Museums ist eng verbunden mit Edward Drummond Libbey. Er siedelte 1888 mit seiner Glasfabrik aus Neuengland nach Toledo über und begünstigte so die wirtschaftliche Entwicklung der Stadt. Libbey und seine Frau Florence Scott Libbey setzten sich in ihrem Unternehmen neben der beruflichen Fortbildung auch für die Kunsterziehung ihrer Mitarbeiter ein. 1901 schlossen sie sich mit 130 weiteren Bürgern zusammen, um das Museum zu gründen. Der erste Präsident des Museums wurde Edward Libbey. Nachdem erste Ausstellungen in einem Geschäftshaus in der Innenstadt von Toledo stattgefunden hatten, bezog man 1903 in der Nachbarschaft ein eigenes Haus, welches man vorher zum Museum umgebaut hatte. Nachdem die Sammlung in kurzer Zeit enorm angewachsen war, beschloss man 1909 den Bau eines neuen Museumsgebäudes im Westen der Stadt. Die Architekten Edward B. Green und Harry W. Wachter entwarfen ein Gebäude im klassizistischen Stil welches 1912 eingeweiht werden konnte. Mit einem Erweiterungsbau konnte man 1926 die Ausstellungsfläche verdoppeln. Von 1927 bis 1959 war Blake-More Godwin Direktor des Museums.
Nach dem Tod des Gründerehepaares folgte in den 1930er Jahren ein weiterer Anbau des Museums, der auch eine Konzerthalle einschloss. Hier ist heute das Toledo Symphony Orchestra beheimatet. Nach dem Zweiten Weltkrieg wuchs die Sammlung stetig weiter und konnte bis 1970 den Bestand verdreifachen. In Rückbesinnung auf Edward Libbey kamen in den 1960er und 70er Jahren wertvolle Glassammlungen ins Museum. In einer eigenen Glasbläserei werden heute Kurse zur Glasherstellung angeboten.
Anfang der 1990er Jahre errichtete Frank O. Gehry in direkter Nachbarschaft zum Museum das Center for the Visual Arts. Hier sind die Bibliothek des Museums und der Bereich Kunst der University of Toledo untergebracht. Ergänzend zum Unterricht der Universität führt das Toledo Museum of Art auch eigene Kurse zur Weiterbildung für Erwachsene und Kinder durch.
Die Ausstellung der Glasobjekte im Besitz des Museums konnte im Jahre 2006 in einen neu gebauten, gläsernen Glas-Pavillon umziehen, der nach Plänen der japanischen Architektin Kazuyo Sejima und dem Büro SANAA errichtet wurde.

## Sammlungen
Die Sammlungen umfassen 30.000 Kunstwerke aus nahezu allen Teilen der Erde und jeder Epoche. Neben afrikanischen und asiatischen Skulpturen gibt es Objekte aus ägyptischer, griechischer, römischer und etruskischer Zeit. Die Bestände der Abteilung für dekorative Kunst zeigt neben Möbeln und Keramiken auch die Rekonstruktion eines Zimmers aus dem Schloss von Chenailles sowie einen Kreuzgang aus einem Kloster in Frankreich. Die Skulpturensammlung zeigt im Gebäude ihre Bestände bis 1945 und neuere Werke in einem Skulpturengarten. Die europäische Malerei ist vertreten mit Künstlern wie Thomas de Keyser, El Greco, Paul Gauguin, Hans Holbein der Jüngere, Vincent van Gogh, Jean-Honoré Fragonard, Claude Lorrain, Peter Paul Rubens, Eugène Delacroix, François Boucher, Paul Cézanne, Gustave Courbet, Jacques-Louis David, Piero di Cosimo, Henri Fantin-Latour, Jusepe de Ribera, Balthasar van der Ast, Rembrandt, Thomas Gainsborough.
Die amerikanische Malerei wird vor allem durch William Merritt Chase, Thomas Cole, John Singleton Copley, Gilbert Stuart, Winslow Homer und Frederic Remington repräsentiert. Zu den im Museum gezeigten Künstlern der Moderne gehören Edward Hopper, Anselm Kiefer, Piet Mondrian, Amedeo Modigliani und Sol LeWitt.

## Ausgestellte Werke
(Auswahl)

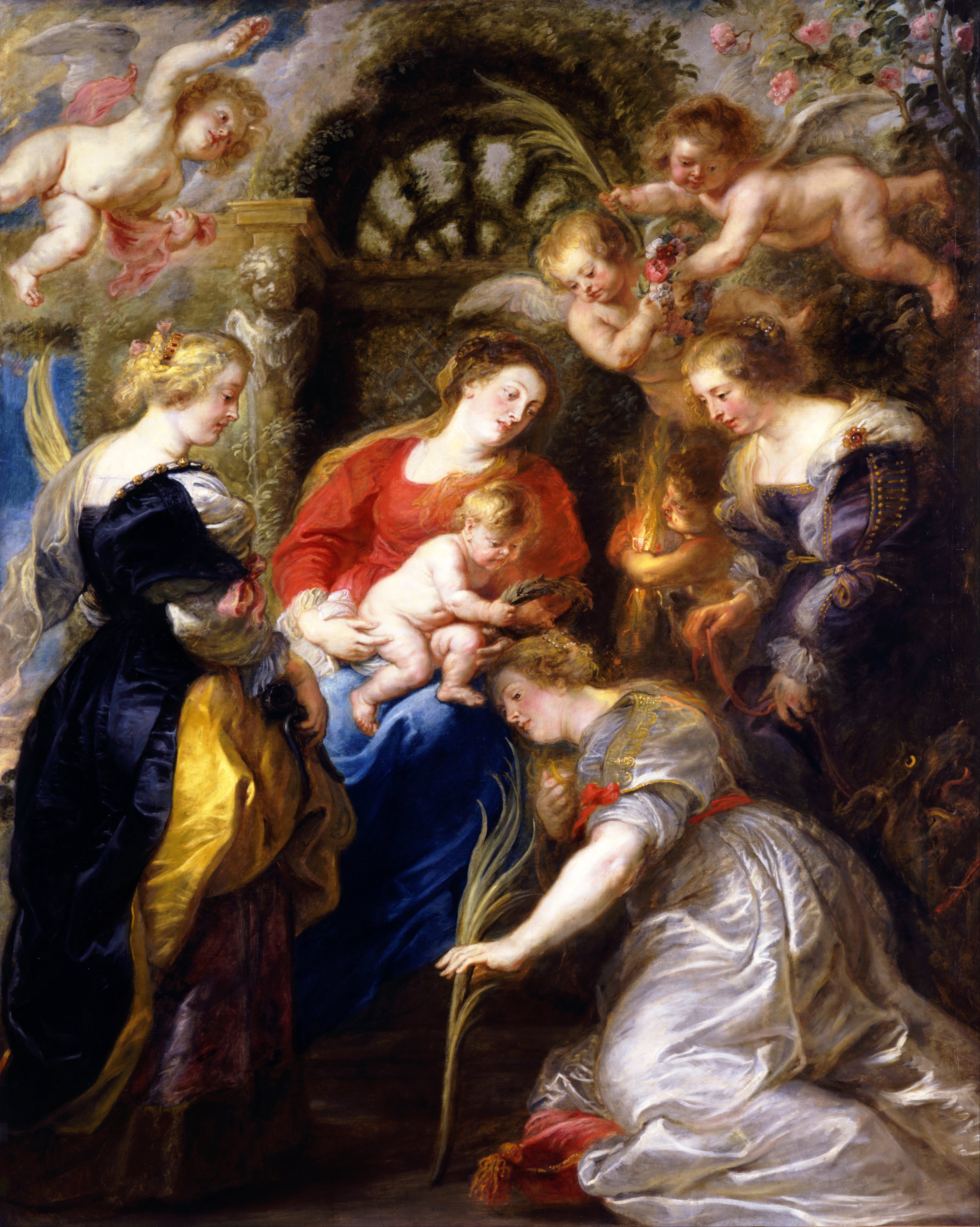
Peter Paul Rubens: Die Krönung der heiligen Katharina
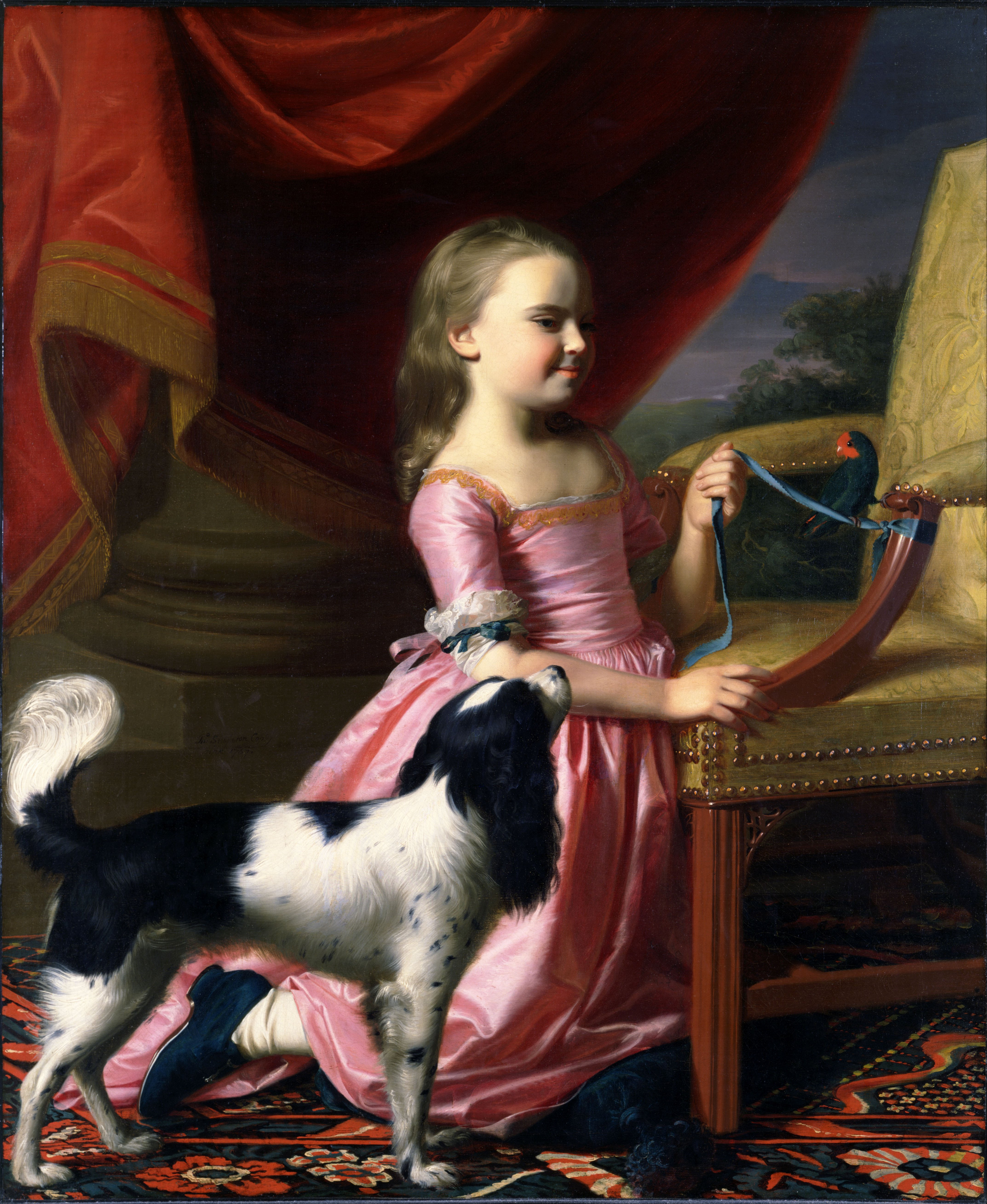
J.S. Copley: Junges Mädchen mit Vogel und Hund
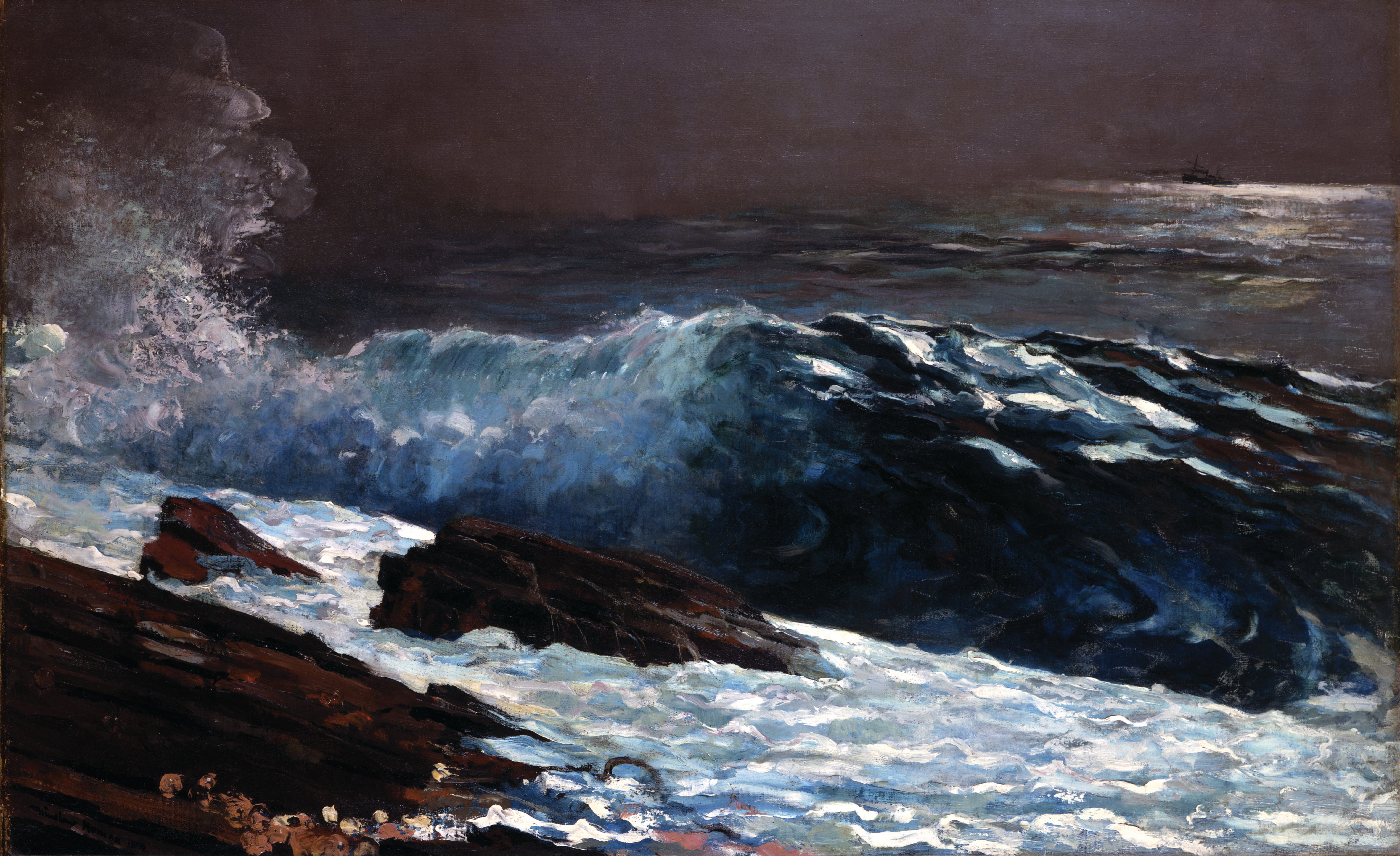
Winslow Homer: Sonnenlicht an der Küste
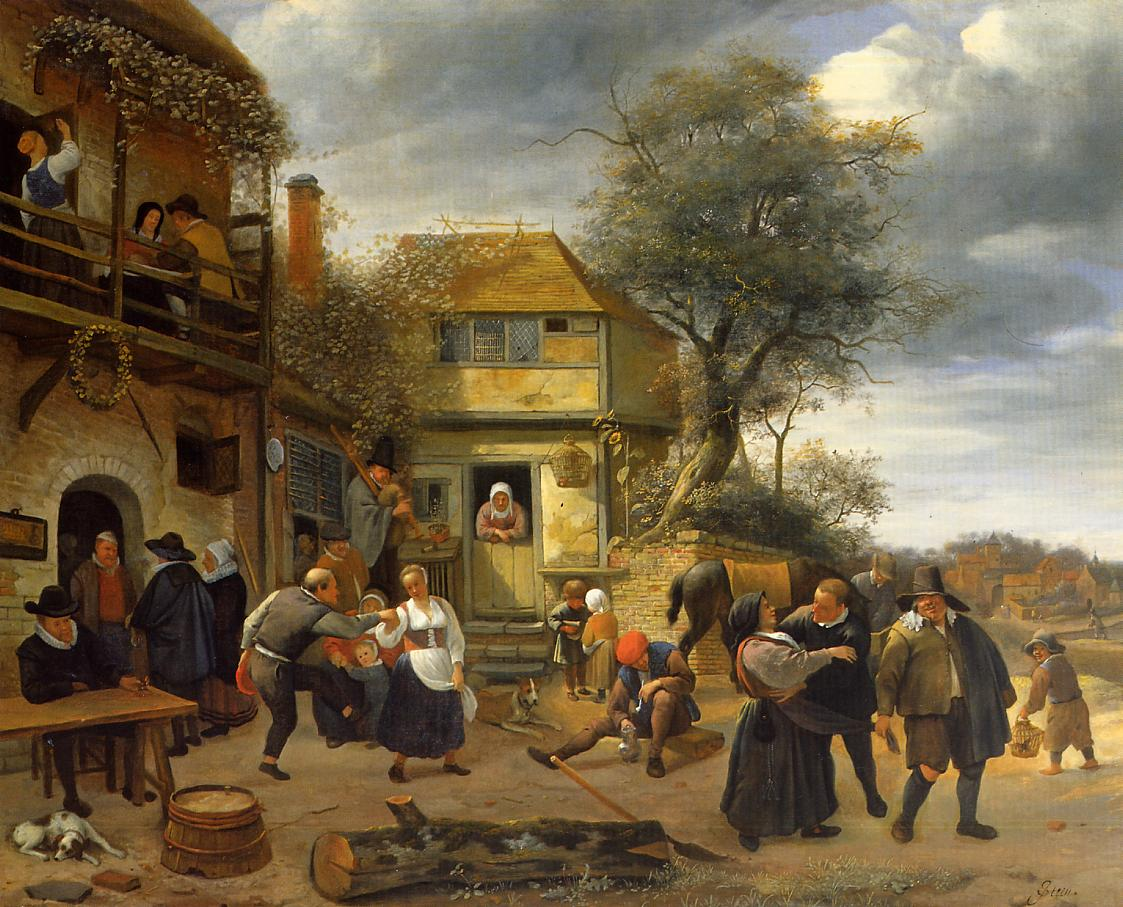
Jan Steen: Bauern vor einem Gasthaus
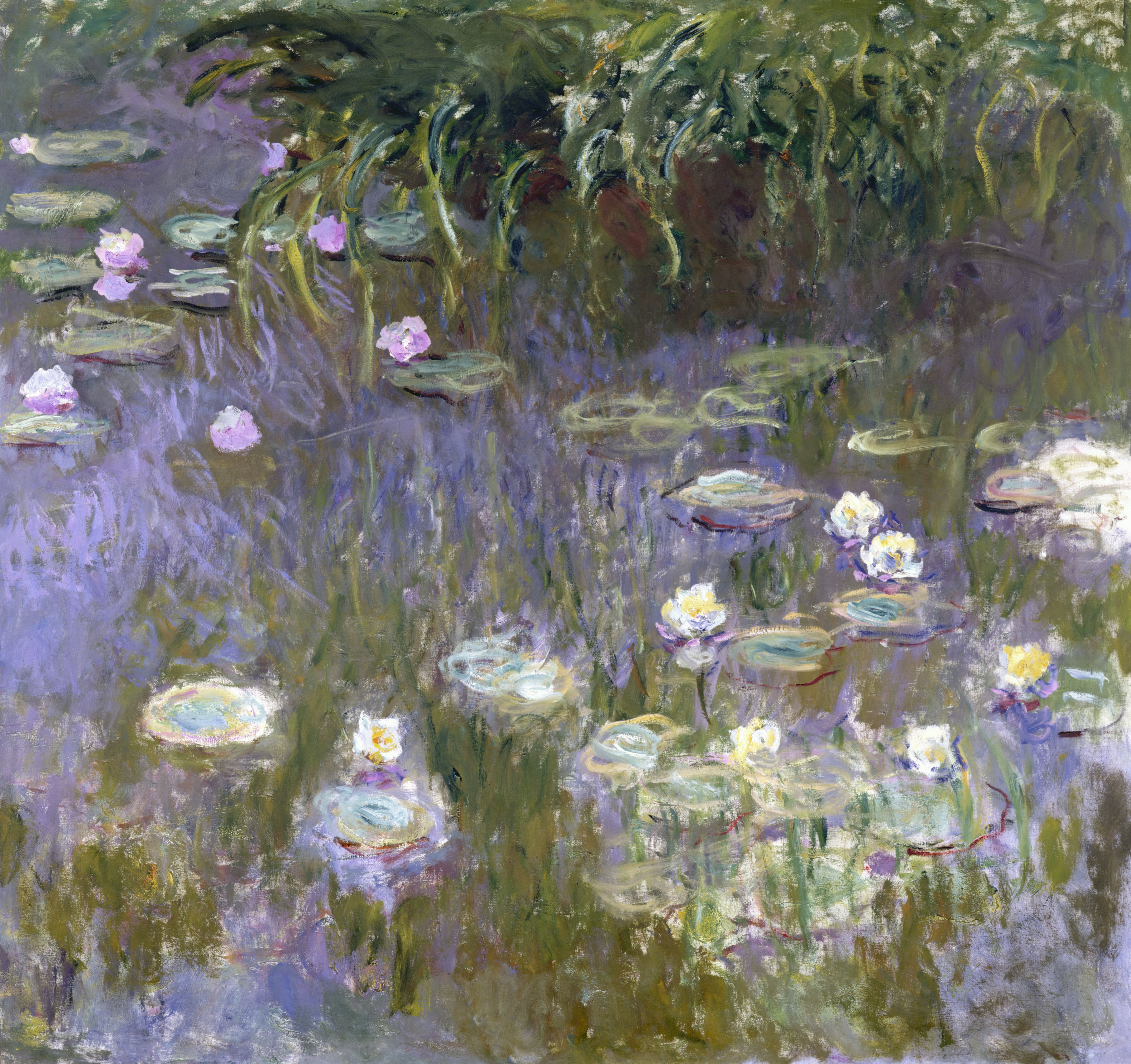
Claude Monet: Wasserlilien
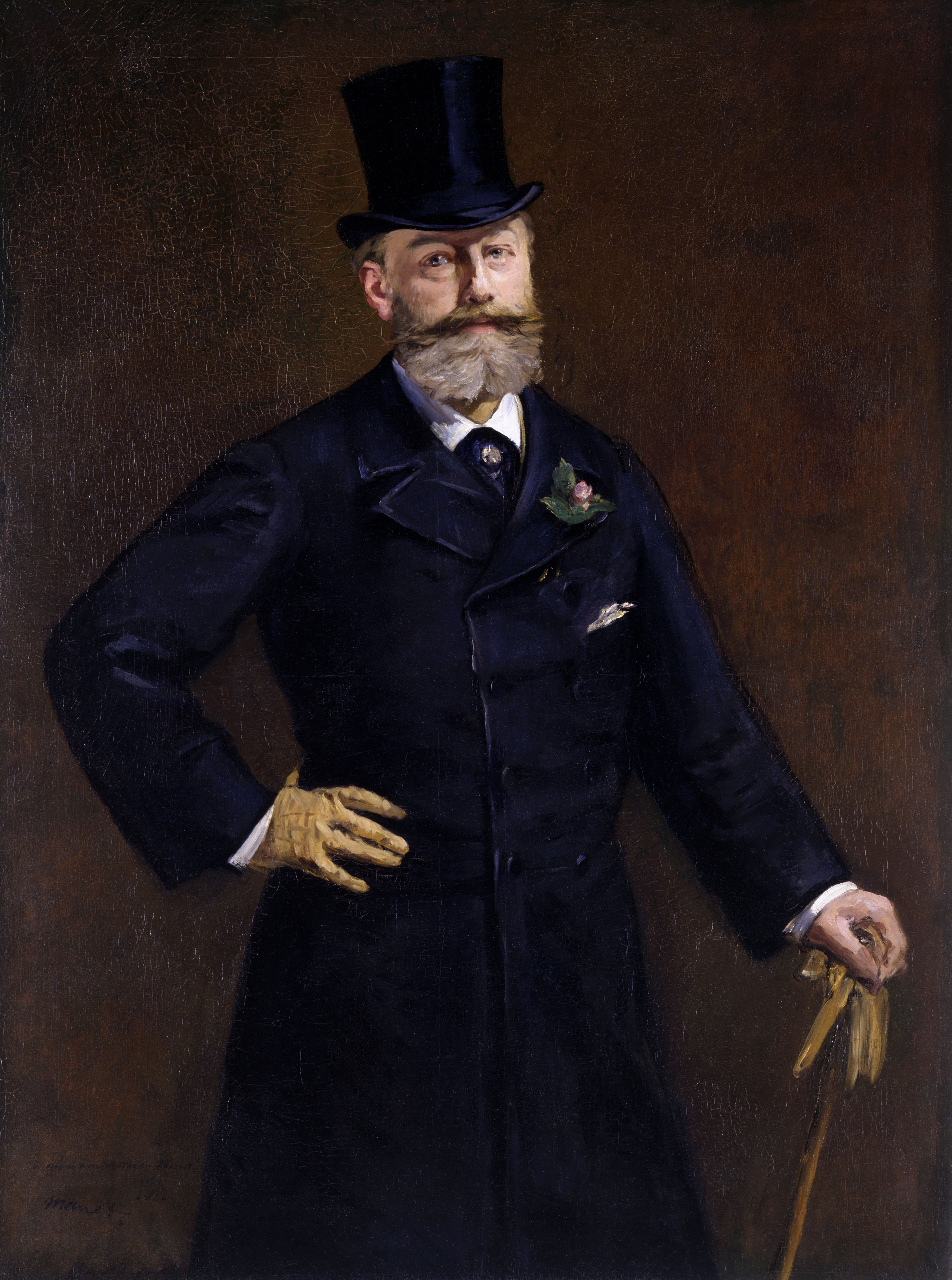
Edouard Manet: Porträt Antonin Proust
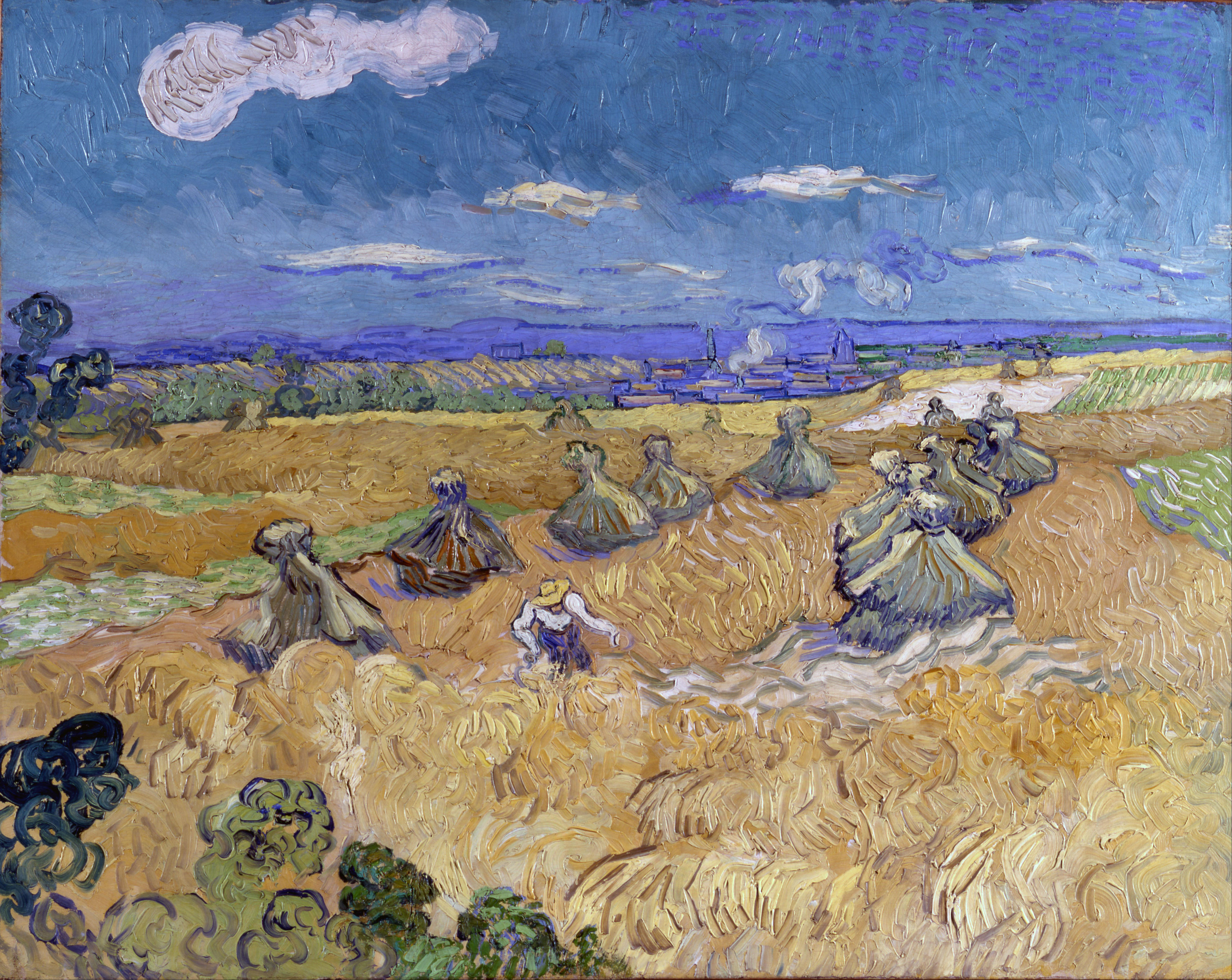
Van Gogh: Weizenfeld
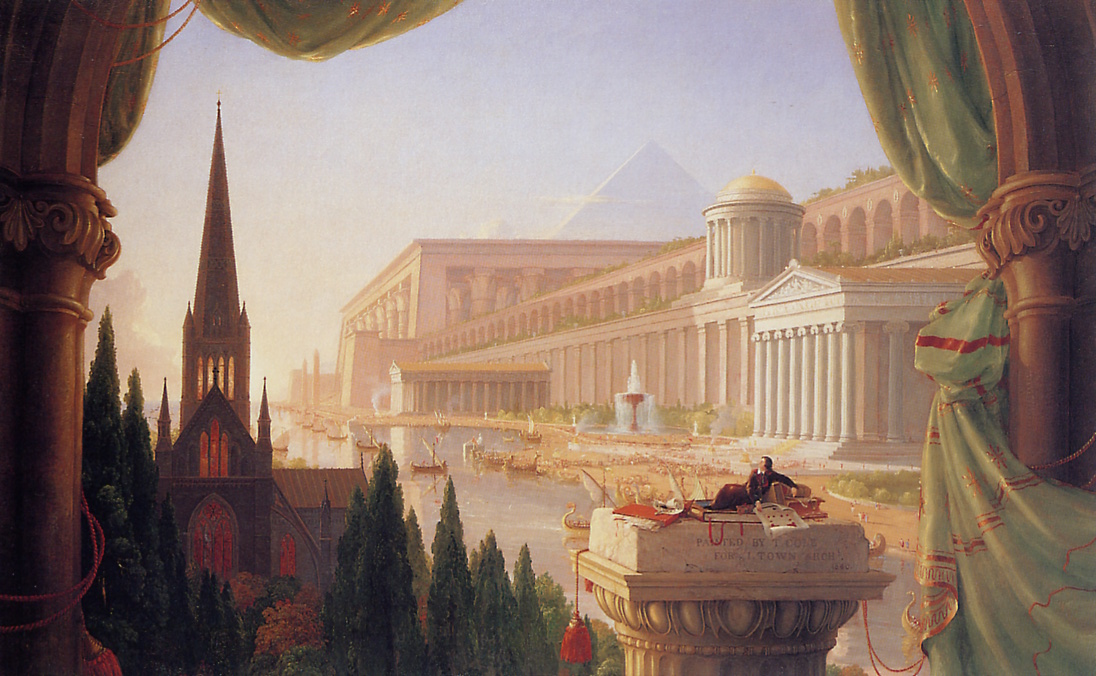
Thomas Cole: Der Traum des Architekten

Skulpturen
- Jaume Plensa: Spiegel I und Spiegel II, weiß gestrichener rostfreier Stahl, jeweils 377 × 235 × 245 cm aus dem Jahre 2010.